# Pentace laxiflora
Pentace laxiflora är en malvaväxtart som beskrevs av Elmer Drew Merrill. Pentace laxiflora ingår i släktet Pentace och familjen malvaväxter. Inga underarter finns listade i Catalogue of Life.